# پابلوی دوست‌داشتنی
پابلوی دوست‌داشتنی (به انگلیسی: Loving Pablo) نام یک فیلم اسپانیایی انگلیسی‌زبان در ژانر درام به کارگردانی فرناندو لئون د آرانوا محصول سال ۲۰۱۷ میلادی است. داستان فیلم بر اساس کتاب خاطرات ویرجینیا وایهو گارسیا با عنوان پابلوی دوست‌داشتنی، اسکوبار منفور نوشته شده‌است. خاویر باردم، پنه‌لوپه کروز و پیتر سارسگارد در این فیلم نقش‌آفرینی کرده‌اند. موضوع فیلم زندگی و مرگ قاچاقچی معروف مواد مخدر پابلو اسکوبار می‌باشد.
داستان فیلم از انتقال ویرجینیا وایهو (به نقش‌آفرینی پنه‌لوپه کروز) به آمریکا آغاز می‌شود و سپس از لابه‌لای خاطرات ویرجینیا به زمان آشنایی او با پابلو اسکوبار و روابط عاشقانهٔ آن دو، سپس اقدامات خیریهٔ اسکوبار، توسعهٔ تجارتش، ورودش به سیاست و سرانجام از کنترل خارج شدن، جنایات، و سرانجام کشته شدن او می‌پردازد.